# Fargesia incrassata
Fargesia incrassata är en gräsart som beskrevs av Tong Pei Yi. Fargesia incrassata ingår i släktet bergbambusläktet, och familjen gräs. Inga underarter finns listade i Catalogue of Life.